# Уинтер, Сара
Са́ра Уи́нтер (англ. Sarah Wynter; род. 15 февраля 1971, Ньюкасл, Новый Южный Уэльс) — австралийская актриса

 и кинопродюсер.

## Биография
Сара Уинтер родилась 15 февраля 1971 года в городе Ньюкасл, провинция Новый Южный Уэльс, Австралия, в семье доктора Стюарта Уинтера (1946—1984) и работницы реестра Ньюкаслского суда по семейным делам Австралии, позже писательницы, Хелен Каммингс (род. 1950). Уинтер и Каммингс поженились в августе 1970 года после того, как её мать обнаружила что беременна ею. У Сары есть младший брат — Брендан Уинтер. Вскоре после рождения брата, их родители развелись из-за жестокости отца.
11 марта 1984 года 38-летний отец Уинтер застрелил из дробовика свою вторую жену, 28-летнюю Ракентати и их 4-летнюю дочь Бинатию, после чего застрелился сам в их доме в Хиткоте, Австралия. Трупы были найдены два дня спустя после того, как один из коллег-врачей Уинтера вызвал полицию, после того, как он не появился на работе на семейной практике возле своего дома. Тело Бинатии было найдено лежащим в открытом шкафу — его отбросило через зал от выстрела дробовика. Сам Уинтер был найден лежащим на полуобнажённом трупе жены и с дробовиком рядом с ним. По словам полиции, все жертвы погибли от одиночного выстрела дробовика в голову.
Её бабушка, Джой Каммингс (1923—2003), была первой женщиной-мэром Ньюкасла.

## Карьера
Уинтер наиболее известна по своей роли Кейт Уорнер во втором и третьем сезонах американского телесериала «24 часа». Роль в шоу принесла ей номинации на премии «Сатурн» и Гильдии киноактёров США в 2003 году.
Она дебютировала в 1997 году в эпизоде мыльной оперы «Город», после чего появилась в фильмах «Особь 2» и «Молли». У неё также были заметные роли в фильмах «Заблудшие души» и «6-й день» в 2000 году, после чего она и была приглашена в сериал «24 часа».
Уинтер снялась в сериале «Внезапная удача» в 2006 году, который был закрыт после одного сезона, а ранее имела периодическую роль в сериале «Мёртвая зона». Также она снялась в нескольких фильмах канала Lifetime, а позже появилась в сериалах «Белый воротничок», «Схватка», «Армейские жёны», «В поле зрения» и «Блудливая Калифорния».

## Личная жизнь
С 2005 по 2014 год Уинтер была замужем за главным редактором журнала «Details» Дэном Пересом. У бывших супругов есть три сына: Оскар Даллас Уинтер Перес (род. 14 января 2008) и близнецы Сэмюэль Уинтер Перес и Джулиан Уинтер Перес (род. 13 апреля 2011). Живёт с сыновьями в Нью-Йорке.

## Номинации и награды
- 2002 — заняла 70 место в списке «Hot 100 of 2002» по версии журнала Maxim.
- 2002 — заняла 81 место в списке «102 Sexiest Women In The World» по версии журнала Stuff.
- 2003 — номинация на премию «Academy of Science Fiction, Fantasy & Horror Films» «Cinescape Genre Face of the Future Award» в категории «Лучшая актриса» за сериал «24 часа» и фильм «6 день».
- 2003 — номинация на «премию Гильдии киноактёров США» в категории «Лучший актёрский ансамбль в драматическом сериале» за сериал «24 часа».

## Избранная фильмография
| Год       |     | Русское название                   | Оригинальное название          | Роль                 |
| --------- | --- | ---------------------------------- | ------------------------------ | -------------------- |
| 1997      | с   | Город                              | The City                       | Кэтрин               |
| 1998      | ф   | Особь 2                            | Species II                     | Мелисса              |
| 1998      | с   | Секс в большом городе              | Sex and the City               | Элизабет             |
| 1999      | с   | Найтмен                            | Night Man                      | Аврора               |
| 1999      | ф   | Молли                              | Molly                          | Джули Маккей         |
| 2000      | ф   |                                    | Jerks                          | девушка              |
| 2000      | тф  | Погоня за временем                 | Race Against Time              | Алекс                |
| 2000      | ф   | Заблудшие души                     | Lost Souls                     | Клэр Ван Оуэн        |
| 2000      | ф   | 6-й день                           | The 6th Day                    | Талия Элсворт        |
| 2001      | ф   | Невеста ветра                      | Bride of the Wind              | Альма Малер          |
| 2001      | ф   |                                    | Farewell, My Love              | Наталия              |
| 2002      | ф   | Берега                             | Coastlines                     | Энн Локхарт          |
| 2002      | ф   |                                    | Moving August                  | Мишель Келли         |
| 2002—2003 | с   | 24 часа                            | 24                             | Кейт Уорнер          |
| 2004      | кор | Разочарованный                     | DysEnchanted                   | Спящая красавица     |
| 2004—2005 | с   | Мёртвая зона                       | The Dead Zone                  | Ребекка Кэлдвилл     |
| 2005      | ф   | Застрелить Ливиена                 | Shooting Livien                | Эми Джэксон          |
| 2005      | ф   | Три доллара                        | Three Dollars                  | Аманда               |
| 2005      | ф   |                                    | L.A. Dicks                     | Хоуп Тейлор          |
| 2005      | ф   | Код ликвидации                     | Circadian Rhythm               | Ева                  |
| 2006      | ки  | 24: The Game                       | 24: The Game                   | Кейт Уорнер, озвучка |
| 2006      | с   | Внезапная удача                    | Windfall                       | Бет Уолш             |
| 2007      | тф  | Похищение                          | Abducted: Fugitive for Love    | Мелани Стоун         |
| 2009      | в   | Мёртвые, как я: Жизнь после смерти | Dead Like Me: Life After Death | Дейси Эдейр          |
| 2009      | с   | Летучие Конкорды                   | The Flight of the Conchords    | Кейта                |
| 2009      | с   | Белый воротничок                   | White Collar                   | Алиша Тиган          |
| 2009      | с   | Хорошая жена                       | The Good Wife                  | Кэрол Мэрсер         |
| 2010      | тф  |                                    | Cutthroat                      | София                |
| 2010      | с   | Схватка                            | Damages                        | специалист по охране |
| 2010      | с   | Армейские жёны                     | Army Wives                     | Энн Перкинс          |
| 2010      | с   | Голубая кровь                      | Blue Bloods                    | Уитни Робшоу         |
| 2012      | с   | В поле зрения                      | Person of Interest             | Джордан Хестер       |
| 2012      | с   | Блудливая Калифорния               | Californication                | Жена Аттикуса Фетча  |
| 2012      | с   | Элементарно                        | Elementary                     | Бэт Руни             |
| 2014      | ф   | Худшие друзья                      | Worst Friends                  | Линда                |
| 2014      | с   | Супружеский долг                   | Satisfaction                   |                      |
| 2015      | тф  | Одиссея                            | Odyssey                        | Сара Деккер          |